# Кикинг-Хорс (перевал)
Перевал Кикинг-Хорс (с англ. — «лягающаяся лошадь») — высокий (1627 м) горный перевал через Континентальный водораздел Америки в Канадских Скалистых горах на границы границе Альберты и Британской Колумбии, и находится в пределах национальных парков Йохо и Банф. Перевал является Национальным Историческим Памятником Канады. Он имеет историческое значение, потому что основная линия Канадской тихоокеанской железной дороги была построена между деревней Лейк-Луиз (Альберта) и городом Филд (Британская Колумбия), используя этот маршрут в 1880-х годах, отклоняясь от изначально запланированного маршрута через перевал Йеллоухед, находящийся севернее.

## История

### Исследование
Перевал впервые исследован европейцами в 1858 году экспедицией Паллисера, которую возглавил капитан Джон Паллисер. Перевал и река Кикинг-Хорс получили названия в честь Джеймса Гектора, натуралиста, геолога и хирурга, являвшегося членом экспедиции, которого во время знакомства с регионом лягнула его лошадь.

### Канадская Тихоокеанская железная дорога
Оригинальный маршрут Канадской тихоокеанской железной дороги между вершиной перевала у озера Уэпта и городом Филд был известен как «Большой Холм». Это был самый крутой участок магистральной железной дороги в Северной Америке с уклоном 45 ‰.
Из-за частых аварий и дорогостоящих вспомогательных локомотивов, связанных с железнодорожным движением на перевале, на Канадской тихоокеанской железной дороге в 1909 году была открыта пара спиральных тоннелей, которые заменили прямой маршрут. Хотя эти тоннели добавили несколько километров к маршруту, уклон был снижен до более приемлемых 22 ‰.

### Трансканадское шоссе
Трансканадское шоссе было построено через перевал в 1962 году по первоначальному маршруту Канадской тихоокеанской железной дороги. Оно достигает своей высшей точки на перевале Кикинг-Хорс высотой в 1643 метра.

## География
Дивайд-Крик, ручей который разветвляется на обе стороны континентального водораздела, находится на перевале Кикинг Хорс.

## Изображения

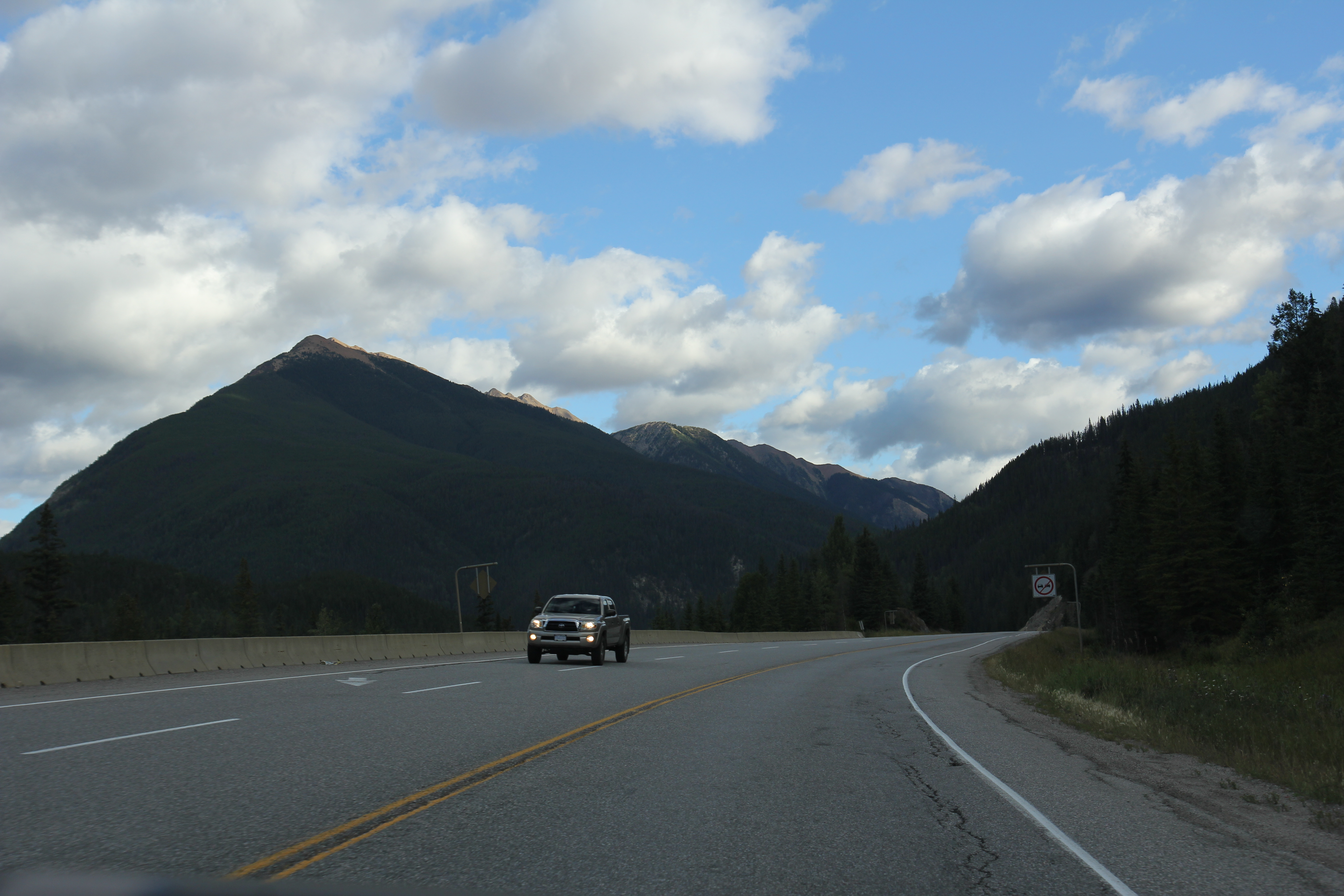
Вид на перевал с Трансканадского шоссе